# اقلیم جنب‌حاره‌ای مرطوب

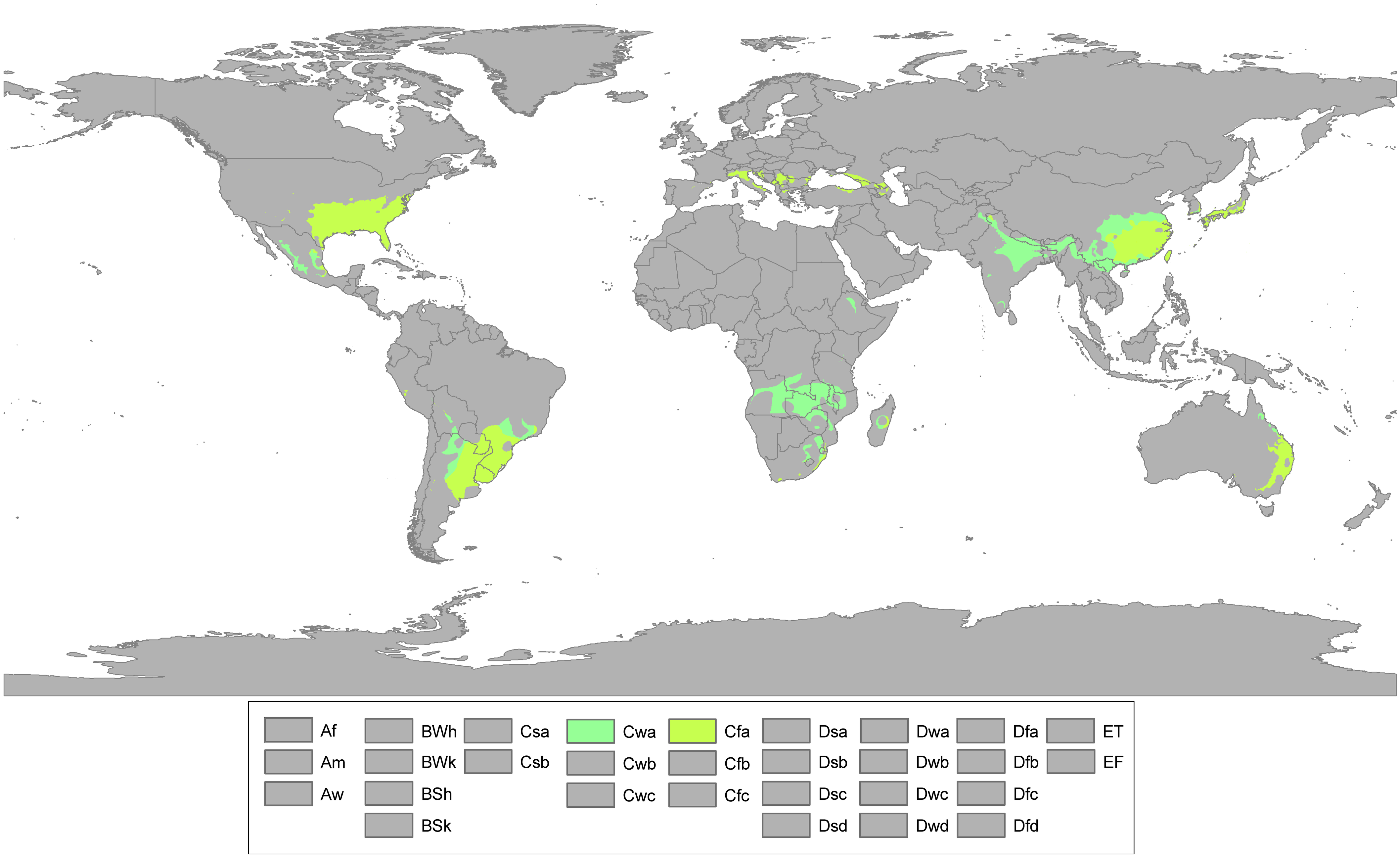
مناطق دارای اقلیم معتدل گرم با آب و هوای گرم تابستانی بر اساس طبقه‌بندی اقلیمی اصلاح‌شده کوپن که از آستانه 0 °C برای سردترین ماه استفاده می‌کند.
اقلیم جنب‌حارّه‌ای مرطوب (Cfa)
اقلیم جنب‌حارّه‌ای مرطوب تحت تأثیر باد و باران‌های موسمی (Cwa)

اقلیم جنب‌حارّه‌ای مرطوب یا آب و هوای نیمه‌حارّه‌ای مرطوب (طبقه‌بندی اقلیمی کوپن Cfa یا Cwa) نوعی از اقلیم نیمه‌حاره‌ای است که دارای تابستان‌های داغ و مرطوب و معمولاً زمستان‌های ملایم است. طبق تعریف اقلیمی کوپن این نوع اقلیم دارای دامنهٔ گسترده‌ای از ویژگی‌ها به ویژه در مورد دمای زمستانی است. در طبقه‌بندی اقلیمی تروارثا که یک طبقه‌بندی جدیدتر است بیشتر اقلیم‌های را که دمای میانگین آن‌ها در دست کم ۸ ماه از سال ۱۰ درجهٔ سانتیگراد باشد بیشتر اوقات سال گرم یا داغ با زمستان‌های ملایم محسوب می‌شوند.

## توصیف
طبق تعریف کوپن این اقلیم در سردترین ماه دارای دمای میانگین بین منفی ۳ درجه و مثبت ۱۸ درجه است و دمای گرمترین ماه سال بالای ۲۲ درجه سانتیگراد است. برخی از اقلیم شناسان دمای صفر درجه را به عنوان مرز پایینی دمای میانگین سردترین ماه سال ترجیح می‌دهند. این اقلیم یا با زمستان خشک همراه است که در طبقه‌بندی کوپن با حرف دوم w نشان داده می‌شود یا بدون هیچ فصل خشک متمایزی است که در طبقه‌بندی کوپن با حرف f نشان داده می‌شود.
طبق طبقه‌بندی اقلیمی تروارثا اقلیم‌هایی جنب‌حاره‌ای مرطوب نامیده می‌شوند که دست کم در ۸ ماه از سال دمای میانگین آن‌ها ۱۰ درجه سانتیگراد باشد. در بیشتر منطقه‌هایی که که در این سیستم طبقه‌بندی می‌شوند دمای میانگین سردترین ماه بین ۴/۵ درجه سانتیگراد و ۷ درجه سانتیگراد است. بیشتر اقلیم‌شناسان جدید گروه‌بندی تروارثا در زمینهٔ اقلیم جنب‌حاره‌ای را بیشتر منطبق با دنیای واقعی می‌دانند و معتقدند که در تمام نقاط جهان تعمیم‌پذیر است.
بارش باران در اقلیم جنب‌حاره‌ای مرطوب اغلب در تابستان به اوج خود می‌رسد و جاهایی که بادهای موسمی می‌وزد مانند جنوب شرقی آسیا در تابستان بارش باران در بالاترین میزان بوده و در زمستان همیشه خشک است. گاهی خشک‌سالی زمستانی در این اقلیم همراه با طوفان‌ها و جبهه‌های بزرگ هوا است که از غرب به شرق می‌وزد که گاهی به درون مدارهای جنب‌حاره‌ای وارد می‌شوند. بیشتر باران‌های تابستانی با طوفان تندری و مرکز کم‌فشار ضعیف حاره‌ای همراه است که از سوی اقیانوس‌های حاره‌ای کنار این منطقه نفوذ می‌کند.

## پراکندگی

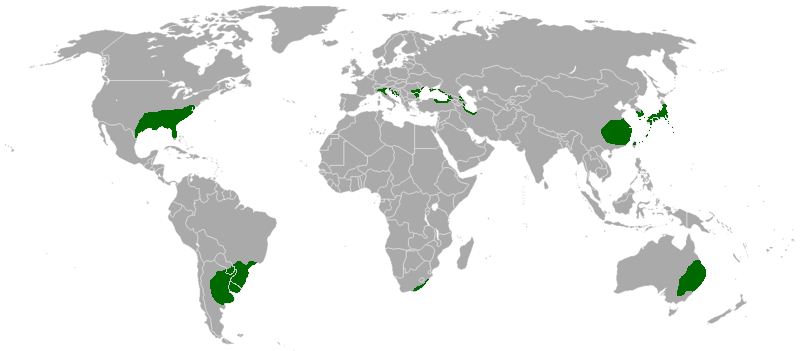
اقلیم نیمه‌حاره‌ای مرطوب

اقلیم‌های جنب‌حاره‌ای مرطوب معمولاً در جنوب شرقی همهٔ قاره‌ها میان مدار ۲۵ درجهٔ شمالی و ۴۰ درجهٔ شمالی بیشتر در سواحل یا نزدیک سواحل قرار دارند، ولی در برخی موارد این اقلیم بیشتر به درون خشکی نفوذ می‌کند که این مورد بیشتر در چین و ایالات متحده دیده می‌شود.

### آفریقا
در آفریقا اقلیم جنب‌حاره‌ای مرطوب در دو منطقهٔ جداگانه در نیمکرهٔ جنوبی یافت می‌شود. اقلیم Cwa بخش بزرگی از مناطق مرکزی و شرق آفریقا را در نیمکره جنوبی در بر می‌گیرد. این مناطق شامل مرکز آنگولا، شمال شرقی زیمبابوه، استان‌های نیاسا، مانیکا و تته موزامبیک، استان‌های جنوب کنگو، جنوب غربی تانزانیا و بیشتر قسمت‌های مالاوی و زامبیا می‌شود. برخی مناطق جنوبی بلندی‌های اتیوپی نیز دارای چنین اقلیمی هستند. این اقلیم همچنین در نوارهای ساحلی جنوب و شرق آفریقای جنوبی به ویژه در در کوازولو-ناتال و استان‌های کیپ شرقی یافت می‌شود. ورژن آفریقای جنوبی این اقلیم به شدت زیر نفوذ اقیانوس بوده و به‌طور کلی دارای دمای ملایم تری است. این ویژگی به ویژه در زمستان‌ها خود را نشان می‌دهد که در زمستان‌ها دما در این مناطق به اندازهٔ دیگر مناطق که در اقلیم نیمه گرمسیری قرار دارند پایین نمی‌آید.

### آسیا
مناطقی در آسیا که دارای اقلیم جنب‌حاره‌ای مرطوب هستند با مناطق با این اقلیم در دیگر قاره‌ها تفاوت دارد و دارای اختلافات فصلی قابل توجهی از نظر بارش هستند و بعضاً دارای زمستان‌های خیلی خشکی نیستند.

#### آسیای شرقی
در آسیای شرقی این نوع اقلیم در جنوب شرقی خاک اصلی چین، نیمه شمالی تایوان، شمال ویتنام، نوارهای ساحلی کره جنوبی و ژاپن(کیوشو، شیکوکو، و بیشتر بخش‌های هنشو) یافت می‌شود. مرزهای نزدیک این اقلیم عبارتند از هنگ کنگ، هانوی و تایپه. شهر چینگدائو در نزدیکی مرز شمالی این اقلیم قرار دارد.
نفوذ مرکز پرفشار نیرومند سیبری در شرق آسیا زمستان سردتری را برای مناطق جنوبی تر به ارمغان می‌آورد و خط هم‌دمای صفر درجه را به سمت جنوب تا درهٔ رود زرد و وی، تقریباً تا مدار ۳۴ درجه شمالی هل می‌دهد. در جزیره هاینان و در تایوان اقلیم جنب‌حاره‌ای، کاملاً حارّه‌ای می‌شود. در بیشتر نقاط این منطقه باران فوق‌العاده محدودی در زمستان وجود دارد که این به خاطر بادهای پرفشار نیرومند از سوی سیبری است. فقط در مناطق دور از دریا در جنوب رودخانه یانگتسه و مناطق ساحلی میان رودخانهٔ هوای و سواحل گوانگ‌دونگ آنقدر باران کافی در زمستان وجود دارد که بتوان آن را اقلیم Cfa دانست.

#### جنوب آسیا
اقلیم جنب‌حاره‌ای مرطوب در جنوب آسیا نیز یافت می‌شود که یکی از مناطق بارز آن مناطق اطراف رود گنگ است. با وجود این اقلیم جنب‌حاره‌ای مرطوب در این مناطق تفاوت قابل توجهی نسبت به اقلیم جنب‌حاره‌ای مرطوب در شرق آسیا دارند. زمستان‌ها عموماً در این مناطق ملایم، خشک و نسبتاً کوتاه و بیشتر مه آلود است. تابستان این مناطق طولانی و خیلی داغ است و از میانهٔ آوریل آغاز شده و اوج آن در ماه مه و اوائل ژوئن است که دمای آن در این زمان از ۴۰ درجه بیشتر می‌شود.

#### جنوب غربی آسیا (شمال خاورمیانه و قفقاز)
گرچه اقلیم نیمه‌حاره‌ای در آسیا بیشتر منحصر به بخش جنوب شرقی این قاره است، ولی مناطقی در اطراف دریای خزر و دریای سیاه با اقلیم نیمه‌حاره‌ای مرطوب وجود دارد که نسبت به عرض جغرافیایی بالای آن‌ها به گونه‌ای غیرمعمول گرم هستند. تابستان‌ها در این مناطق خنک‌تر از حالت معمول و طبیعی اقلیم نیمه‌حاره‌ای مرطوب است و نسبت به این نوع اقلیم دارای بارش برف نسبتاً بسیاری هستند که البته معمولاً دورهٔ این بارش کوتاه است.
در جنوب غربی آسیا این اقلیم در استان‌های گیلان، مازندران، و گلستان در ایران در بخش‌هایی از قفقاز، در جمهوری آذربایجان و در گرجستان بین دریای خزر و دریای سیاه وجود دارد. این اقلیم همچنین در مناطق کوچکی از جنوب فدراسیون روسیه و ساحل دریای سیاه ترکیه دیده می‌شود. در نوار ساحلی دریای خزر ایران(گیلان، مازندران و گلستان) اقلیم غالب، اقلیم نیمه‌حاره‌ای مرطوب است. میزان بارش سالانه در این منطقه از حدود ۶۰۰ میلی‌متر در گرگان تا بیش از ۱۸۳۰ میلی‌متر در بندرانزلی می‌باشد و در تمام طول سال بارش سنگین است و بیشینهٔ بارش در بندرانزلی در ماه‌های اکتبر یا نوامبر بوده که در این ماه‌ها میانگین بارش ماهانه می‌تواند به ۳۳۰ میلی‌متر برسد. دمای این مناطق در مقایسه با دیگر نقاط جنوب غربی آسیا عموماً متعادل‌تر است. در رشت میانگین دما در ژوئیه و آگوست حدود ۲۵ درجهٔ سانتیگراد است، ولی دارای رطوبت نزدیک به اشباع می‌باشد. میانگین دما در ژانویه و فوریه در رشت حدود ۷ درجهٔ سانتیگراد است. بارش سنگین و در طول سال یکسان باران در دریای خزر به سوی شمال و نوار ساحلی جمهوری آذربایجان تا مرزهای شمالی آن گسترش می‌یابد، ولی اقلیم آذربایجان مرز میان Cfb و Cfa (اقلیم اقیانوسی/اقلیم نیمه‌حاره‌ای مرطوب) است. در خلال زمستان مناطق ساحلی می‌توانند دارای بارش برف باشند، ولی مدت زمان بارش معمولاً کوتاه است.